# Стефан Вујић
Стефан Вујић (Ријека, 6. јул 1991) је српски рукометаш који игра на позицији средњег бека.

## Каријера
Стефан Вујић је рођен у Ријеци а одрастао је у Умагу. Његови родитељи су Срби из села Ечка код Зрењанина. Стефанов отац је био рукометаш и играо је за зрењанински Пролетер пре него што је средином 80-их година прошлог века прешао у хрватски РК Истратурист из Умага. Породица је касније остала да живи тамо.
Вујић је сениорску каријеру почео Поречу, а затим је играо у Француској за Нант и Истр. Од 2015. је играо за РК Загреб. Скренуо је пажњу на себе када је играјући за Загреб постигао најлепши гол у Лиги шампона 2015. године. Од 2017. наступа за Стеауу из Букурешта.
Прошао је све селекције хрватског рукомета, укључујући и сениорску репрезентацију за коју је играо на Медитеранским играма 2013. године и освојио сребрну медаљу. Током 2017. године одлучио је да заигра за репрезентацију Србије.